# Salsa Perigord

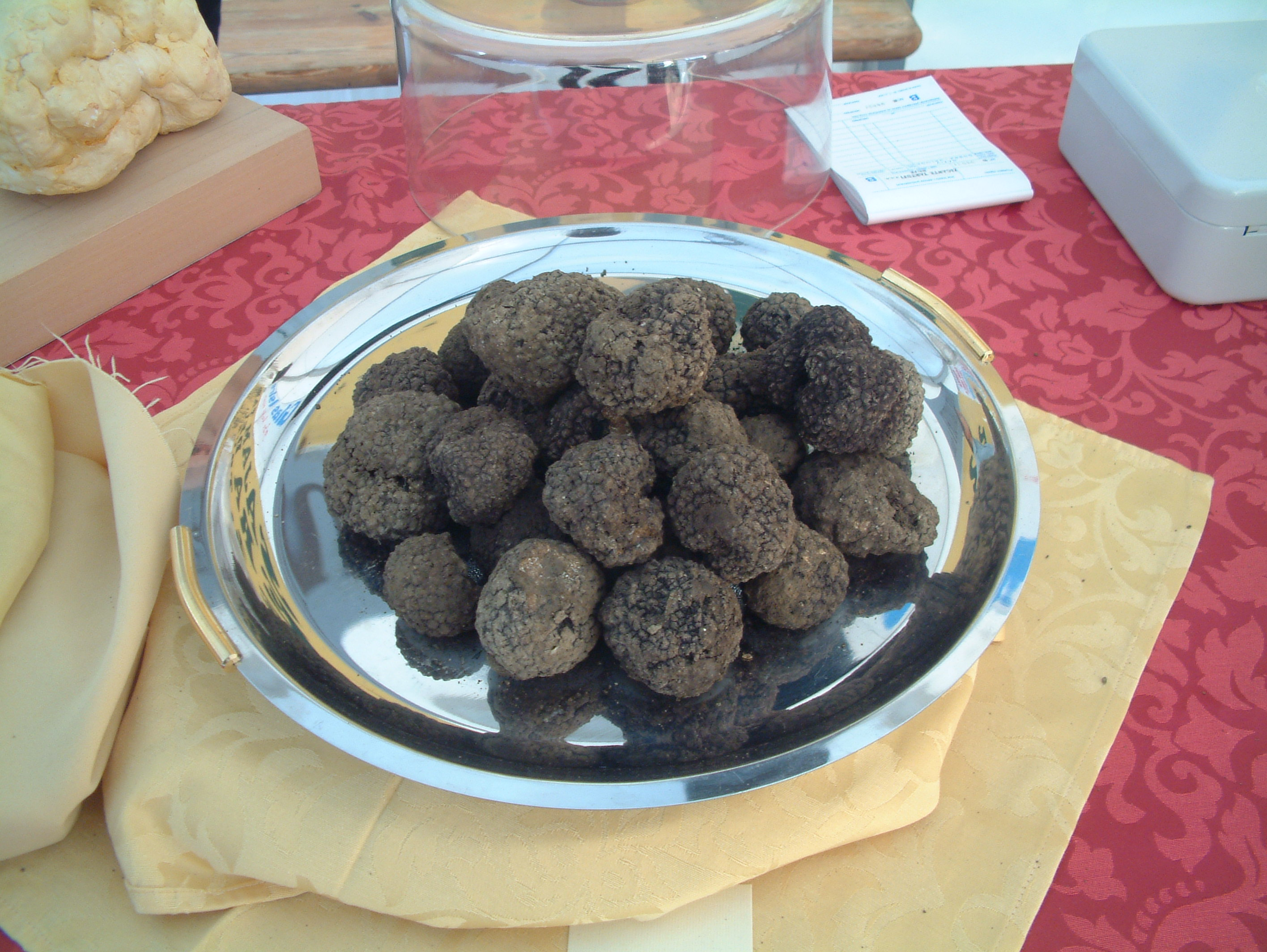
La trufa negra es una de los ingredientes principales de la salsa Perigord.

La salsa Périgord es un preparado que contiene dos ingredientes fundamentales: trufas (de la variedad tuber melanosporum) y setas. Existen diversas variantes con estos dos ingredientes. La salsa se suele empear en el napado de preparaciones de ave, o de carne. 

## Características
La salsa incluye trufas y setas finamente picadas que proporcionan un aroma característico. Algunas recetas incluyen jamón finamente picado. La pasta resultante se calienta en un medio graso como puede ser mantequilla o aceite. En ciertas ocasiones se emplea la salsa Périgord en combinación con otras salsas como puede ser la española.